# Vilamartín de Valdeorras
Vilamartín de Valdeorras là một đô thị trong tỉnh Ourense, thuộc vùng Galicia ở tây bắc Tây Ban Nha. Diện tích đô thị này là 88,26 km2. Kinh tế dựa vào ngành sản xuất gốm sứ, rượu vang.

## Biến động dân số
| Biến động dân số của Vilamartín de Valdeorras - giai đoạn 1900 và 2004 -                                                             |       |       |       |       |
| 1900 | 1930  | 1950  | 1981  | 2004  |
| 3.866 | 4.190 | 4.059 | 3.126 | 2.472 |
| Fuentes: INE e IGE (Los criterios de registro censal variaron entre 1900 y 2004, y los datos del INE y del IGE pueden no coincidir.) |       |       |       |       |